# Diego Rubio (cyclisme)
Pour le footballeur chilien, voir Diego Rubio. Pour les homonymes, voir Rubio.
Rubio  Hernández est un nom espagnol. Le premier nom de famille, en général paternel, est Rubio ; le second, en général maternel, souvent omis, est Hernández.
Diego Rubio Hernández, né le 13 juin 1991 à Navaluenga (Castille-et-León), est un coureur cycliste espagnol.

## Biographie
Diego Rubio Hernández naît le 13 juin 1991 en Espagne.
Après un stage dans l'équipe Caja Rural-Seguros RGA fin 2013, il entre en 2014 dans l'équipe Efapel-Glassdrive.
En 2020, il est sélectionné pour représenter son pays aux championnats d'Europe de cyclisme sur route organisés à Plouay dans le Morbihan. Il abandonne lors de la course en ligne.

## Palmarès sur route

### Par année
- 2010
  - 3e du Trofeo Ayuntamiento de Zamora
  - 3e de la Clásica de la Chuleta
- 2011
  - 3e étape du Tour de la communauté de Madrid espoirs
- 2012
  - Championnat de Castille-La Manche sur route espoirs
  - 2e étape de l'Heydar Aliyev Anniversary Tour
  - 2e du Pentekostes Saria
- 2013
  - Antzuola Saria
- 2014
  - Clássica da Primavera
- 2015
  - Coupe du Portugal
  - Volta a Albergaria
  - Ganso de San Lorenzo
  - 2e du Tour de la communauté de Madrid
  - 2e du Grand Prix Jornal de Notícias
  - 3e du Troféu Concelhio Oliveira de Azeméis
  - 3e du Mémorial Bruno Neves
- 2020
  - 2e du Trophée Matteotti

### Résultats sur les grands tours

#### Tour d'Espagne
4 participations
- 2017 : 127e
- 2018 : 138e
- 2019 : 146e
- 2021 : abandon (18e étape)

### Classements mondiaux
| Année           | 2011 | 2012 | 2013   | 2014 | 2015 | 2016 | 2017 |
| --------------- | ---- | ---- | ------ | ---- | ---- | ---- | ---- |
| UCI Europe Tour | 811e | 558e | 1 152e |      | 216e | 602e | 574e |

## Palmarès sur piste

### Championnats nationaux
- 2009
  - 3e du championnat d'Espagne de poursuite juniors
- 2015
  - 2e du championnat d'Espagne de poursuite